# Catocala gitana
Catocala gitana là một loài bướm đêm trong họ Erebidae.